# Giuseppe Dall'Ora
Giuseppe Dall'Ora, italijanski general, * 1876, † 1948.